# WFV-Pokal 1955/56
Der WFV-Pokal 1955/56 war die vierte Austragung des Männer-Pokalwettbewerbs durch den Württembergischen Fußball-Verband. Das Endspiel fand am 28. Juli 1956 in Sindelfingen statt, der 1. FC Eislingen holte durch einen 1:0-Finalerfolg über Union Böckingen zum ersten Mal in der Vereinsgeschichte den Titel.

## 1. Runde
| Datum        |                    | Ergebnis  |                       |
| ------------ | ------------------ | --------- | --------------------- |
| 26. Mai 1956 | TSV Blaubeuren     | 1:2 n. V. | FC Donzdorf           |
| 26. Mai 1956 | TSV Nordheim       | 1:4       | ESV Heilbronn         |
| 27. Mai 1956 | SV Fellbach        | 2:4       | FC Rottenburg         |
| 27. Mai 1956 | TV Echterdingen    | 2:5 n. V. | TSV Denkendorf        |
| 27. Mai 1956 | VfB Vaihingen/Enz  | 2:0       | TSV Ötisheim          |
| 27. Mai 1956 | TSV Crailsheim     | 2:4       | VfR Aalen             |
| 27. Mai 1956 | SpVgg Frankenbach  | 2:1       | TSG Öhringen          |
| 27. Mai 1956 | SC Steinbach Hall  | 4:2       | Spfr. Schwäbisch Hall |
| 27. Mai 1956 | TSG Giengen        | 2:1       | FV Burgberg           |
| 27. Mai 1956 | FV Unterkochen     | 4:6       | Vikt. Wasseralfingen  |
| 27. Mai 1956 | TSV Herbrechtingen | 1:5       | Spfr. Gmünd           |
| 27. Mai 1956 | TSG Balingen       | 7:0       | Spvgg Truchtelfingen  |
| 27. Mai 1956 | FC Tailfingen      | 2:0       | SV Spaichingen        |
| 27. Mai 1956 | FV Rottweil        | 6:0       | SV Gosheim            |
| 27. Mai 1956 | TSVgg Metzingen    | 4:0       | FC Urbach             |
| 27. Mai 1956 | FC Tuttlingen      | 3:1       | FV Ebingen            |
| 27. Mai 1956 | SpVgg Schramberg   | 1:2       | VfR Schwenningen      |
| 27. Mai 1956 | SV Weingarten      | 2:8       | SSV Ulm               |
| 27. Mai 1956 | FC Wangen          | 0:2       | VfB Friedrichshafen   |
| 27. Mai 1956 | FV Oly. Laupheim   | 3:0       | TSG Ulm 1948 Amat.    |
| 27. Mai 1956 | FV Saulgau         | 4:3       | TSV Fischbach         |
| 27. Mai 1956 | SV Tübingen        | 0:2       | VfL Sindelfingen      |
| 27. Mai 1956 | VfL Pfullingen     | 0:1       | FC Eislingen          |
| 27. Mai 1956 | TSV Essingen       | 2:1       | TSV Heubach           |
| 27. Mai 1956 | FC Mittelstadt     | 8:1       | TSVgg Münster         |
| 27. Mai 1956 | VfL Kirchheim/T.   | 5:3       | TSV Bartholomä        |
| 27. Mai 1956 | VfB Reichenbach    | 4:3       | SV Göppingen          |
| 27. Mai 1956 | SpVgg Feuerbach    | 2:1       | SG Untertürkheim      |
| 27. Mai 1956 | FV Schussenried    | 4:3       | TV Wiblingen          |
| 27. Mai 1956 | TSG Salach         | 2:1       | Spfr. Stuttgart       |
| 27. Mai 1956 | SV Pfaffenhofen    | Verzicht  | SV Buchau             |
| 31. Mai 1956 | TG Böckingen       | 1:2       | Union Böckingen       |
| 31. Mai 1956 | TSV Künzelsau      | Verzicht  | VfB Stuttgart Amat    |
| 31. Mai 1956 | SpVgg Neckarsulm   | 4:0       | PSV Stuttgart         |
| 31. Mai 1956 | VfL Neckargartach  | 0:1       | TSV Kochendorf        |
| 31. Mai 1956 | FSV 08 Bissingen   | 1:4       | SC Stuttgart          |
| 31. Mai 1956 | SpVgg Ludwigsburg  | 2:0       | FV Kornwestheim       |
| 31. Mai 1956 | SpVgg Trossingen   | 3:2       | Kickers Lauterbach    |
| 31. Mai 1956 | SpVgg Freudenstadt | 4:2       | Kickers Lützenhardt   |
| 31. Mai 1956 | FC Onstmettingen   | 4:0       | SV Sigmaringendorf    |
| 31. Mai 1956 | SV Sigmaringen     | Verzicht  | FC Hechingen          |
| 31. Mai 1956 | SKG Hedelfingen    | 2:1       | FV Mettingen          |
| 31. Mai 1956 | SpVgg Böblingen    | Verzicht  | FV Nürtingen          |
| 31. Mai 1956 | Spfr. Esslingen    | 4:0       | SC Geislingen         |
| 2. Juni 1956 | TG Biberach        | 1:1 n. V. | VfL Heidenheim (1)    |

Freilose: TSV Neu-Ulm, FC Lindenberg

## 2. Runde
| Datum         |                         | Ergebnis        |                        |
| ------------- | ----------------------- | --------------- | ---------------------- |
| 31. Mai 1956  | TSV Neu-Ulm             | Verzicht beider | SV Pfaffenhofen        |
| 9. Juni 1956  | Union Böckingen         | 5:1             | SpVgg Frankenbach      |
| 9. Juni 1956  | VfB Reichenbach         | 2:0             | SpVgg Feuerbach        |
| 9. Juni 1956  | SC Stuttgart            | 6:1             | TSG Salach             |
| 9. Juni 1956  | ESV Heilbronn           | 5:1             | SC Steinbach Hall      |
| 9. Juni 1956  | FC Donzdorf             | 1:2             | FC Eislingen           |
| 10. Juni 1956 | VfL Sindelfingen        | 3:1             | VfL Kirchheim/T.       |
| 10. Juni 1956 | SpVgg Trossingen        | 1:0             | FV Nürtingen           |
| 10. Juni 1956 | TSV Kochendorf          | 0:0 n. V.       | SpVgg Neckarsulm (2)   |
| 10. Juni 1956 | TSV Denkendorf          | 2:1             | SSV Ulm                |
| 10. Juni 1956 | VfB Friedrichshafen     | 4:1             | Olympia Laupheim       |
| 10. Juni 1956 | VfR Aalen               | 4:2             | SpVgg Ludwigsburg      |
| 10. Juni 1956 | VfB Vaihingen/Enz       | Verzicht        | SKG Hedelfingen        |
| 10. Juni 1956 | FC Rottenburg           | 4:2             | RV Rottweil            |
| 10. Juni 1956 | FC Sigmaringen          | 0:5             | FC Onstmettingen       |
| 10. Juni 1956 | VfR Schwenningen        | 0:1             | FC Tailfingen          |
| 10. Juni 1956 | TuS Metzingen           | 2:1             | TSG Balingen           |
| 10. Juni 1956 | Viktoria Wasseralfingen | 1:2             | TSG Giengen            |
| 10. Juni 1956 | FV Saulgau              | 3:0             | FC Tuttlingen          |
| 10. Juni 1956 | FV Schussenried         | 8:1             | FC Lindenberg          |
| 10. Juni 1956 | SpVgg Freudenstadt      | 1:3             | FC Mittelstadt         |
| 10. Juni 1956 | Spfr. Gmünd             | 6:3             | Spfr. Esslingen        |
| 16. Juni 1956 | VfL Heidenheim          | 3:4             | VfB Stuttgart Amateure |

Freilos: TSV Essingen

## 3. Runde
| Datum         |                  | Ergebnis  |                        |
| ------------- | ---------------- | --------- | ---------------------- |
| 23. Juni 1956 | Union Böckingen  | 5:1       | ESV Heilbronn          |
| 23. Juni 1956 | FC Mittelstadt   | 5:1       | SKG Hedelfingen        |
| 24. Juni 1956 | FC Eislingen     | 10:1      | VfB Reichenbach        |
| 24. Juni 1956 | FC Onstmettingen | 3:1       | FC Tailfingen          |
| 24. Juni 1956 | VfL Sindelfingen | 2:0       | FC Rottenburg          |
| 24. Juni 1956 | Spfr. Gmünd      | 5:0       | TSV Essingen           |
| 24. Juni 1956 | TSG Giengen      | 2:4       | VfB Stuttgart Amateure |
| 24. Juni 1956 | TuS Metzingen    | 4:5       | SC Stuttgart           |
| 24. Juni 1956 | FV Schussenried  | 1:3 n. V. | SpVgg Trossingen       |
| 24. Juni 1956 | FV Saulgau       | 2:1       | VfB Friedrichshafen    |
| 1. Juli 1956  | TSV Denkendorf   | Verzicht  | VfR Aalen              |

Freilos: TSV Kochendorf

## Achtelfinale
| Datum         |                  | Ergebnis |                    |
| ------------- | ---------------- | -------- | ------------------ |
| 8. Juli 1956  | TSV Kochendorf   | 1:2      | Union Böckingen    |
| 8. Juli 1956  | 1. FC Eislingen  | 8:2      | Sportfreunde Gmünd |
| 8. Juli 1956  | SpVgg Trossingen | 0:2      | FC Mittelstadt     |
| 8. Juli 1956  | FC Onstmettingen | 4:3      | FV Saulgau         |
| 15. Juli 1956 | TSV Denkendorf   | 2:3      | VfL Sindelfingen   |

Der SC Stuttgart erhielt ein Freilos, da die VfB Stuttgart Amateure sich vom Wettbewerb zurückzogen.

## Viertelfinale
| Datum         |                  | Ergebnis  |                 |
| ------------- | ---------------- | --------- | --------------- |
| 14. Juli 1956 | FC Onstmettingen | 3:7 n. V. | 1. FC Eislingen |
| 15. Juli 1956 | FC Mittelstadt   | 2:5       | SC Stuttgart    |

Union Böckingen und VfL Sindelfingen erhielten jeweils ein Freilos.

## Halbfinale
| Datum         |                 | Ergebnis |                  |
| ------------- | --------------- | -------- | ---------------- |
| 22. Juli 1956 | Union Böckingen | 4:2      | VfL Sindelfingen |
| 22. Juli 1956 | 1. FC Eislingen | 5:0      | SC Stuttgart     |

## Finale
| 1. FC Eislingen                                 | 1. FC Eislingen | Union Böckingen | Union Böckingen |
| ----------------------------------------------- | --- | --- | --------------- |
| 1. FC Eislingen                                 | \| 28. Juli 1956 in Sindelfingen (Floschenstadion) \| \| Ergebnis: 1:0 (1:0) \| \| Zuschauer: 1200 \| \| Schiedsrichter: Kurt Tschenscher (Mannheim) \|         | \| 28. Juli 1956 in Sindelfingen (Floschenstadion) \| \| Ergebnis: 1:0 (1:0) \| \| Zuschauer: 1200 \| \| Schiedsrichter: Kurt Tschenscher (Mannheim) \| | Union Böckingen |
| 1. FC Eislingen                                 | Richard Frey – Heinz Fauth, Werner Haag, Wonnenberg, Stefan Zurmühl, Erich Medel, Martin Lutz, Wolfgang Gromer, Eddi Mania, Franz Raßhofer, Reinhold Kellenbenz | Rolf Dietz – Tabler, Hohlwein, Freisinger, Spohn, Alois Herbrik, A. Hagner, Schellenberger, V. Herbrik, Roland Dietz, Siller                            | Union Böckingen |
| 1. FC Eislingen                                 | 1:0 Reinhold Kellenbenz (31.) | | Union Böckingen |
| 28. Juli 1956 in Sindelfingen (Floschenstadion) | | |                 |
| Ergebnis: 1:0 (1:0)                             | | |                 |
| Zuschauer: 1200                                 | | |                 |
| Schiedsrichter: Kurt Tschenscher (Mannheim)     | | |                 |